# Малые Манадыши
Малые Манадыши — село в Атяшевском районе Республики Мордовия Российской Федерации. Входит в состав Атяшевского городского поселения.

## География
Расположено на реке Штырма.

## История
Впервые упоминается в 1624 году в генеральной переписи мордвы Алатырского уезда как Момадышева, Момадышевская Выставка Верхнесурского стана. В «Списке населённых мест Симбирской губернии за 1863» Малые Манадыши владельческая деревня из 100 дворов входящая в состав Ардатовского уезда.

## Население
| 2002 | 2010 |
| ---- | ---- |
| 79   | ↘42  |

Национальный состав
Согласно результатам Всероссийской переписи населения 2002 года, в национальной структуре населения русские составляли 86 %.